# Joseph De Combe
Joseph de Combe (né le 19 juin 1901 et mort le 28 décembre 1965) est un nageur et poloïste belge.

## Biographie
Aux Jeux olympiques d'été de 1924 disputés à Paris, il remporte la médaille d'argent au 200 m brasse en natation, et une autre médaille d'argent en tant que membre de l'équipe belge de water-polo. 
Douze ans plus tard, il obtient la médaille de bronze aux Jeux olympiques de Berlin en jouant tous les matchs.